# Franz Mertens (Architekturhistoriker)
Franz Mertens (* 2. März 1808 in Düsseldorf; † 30. Mai 1897 in Berlin) war ein deutscher Architekt und Architekturhistoriker.

## Leben
Franz Mertens studierte gemeinsam mit Franz Kugler und Ferdinand von Quast Architektur an der Berliner Bauakademie; alle drei gehören zu den Begründern moderner baugeschichtlicher Forschung. Für Franz Mertens wurde die Gotik zum Lebensthema. Was bis dahin in Deutschland als altdeutscher Stil in Kunst und Architektur bezeichnet wurde, führte er mit Untersuchungen in der Île-de-France gemeinsam mit Ludwig Lohde auf die entsprechenden Vorbilder in Frankreich zurück. Seine Veröffentlichungen zu diesem Thema in den 1840er Jahren blieben jedoch in Deutschland weitgehend unbeachtet. Nach 1846 war er wieder in Berlin und arbeitete dort in seinem Beruf als Architekt. Erst nach 1860 fanden seine Thesen in Kreisen Berliner Architekten gewisse Anerkennung. Mertens kämpfte bis zu seinem Lebensende, inzwischen verarmt und ohne angemessene Anstellung, in seinen Veröffentlichungen um die Anerkennung seiner Forschungsergebnisse. Die letzten Veröffentlichungen aus seiner Hand erschienen einige Jahre nach seinem Tod.

## Schriften (Auswahl)
- Paris baugeschichtlich im Mittelalter. In: Allgemeine Bauzeitung 8, 1843, 159–167, 253–260.
- Die Baukunst des Mittelalters. Geschichte der Studien über diesen Gegenstand. Berlin 1850.
  - 1. Abtheilung: Die Baukunst in Deutschland vom Jahr 900 bis zum J. 1600 n. Chr. Chronograph. Tafeln mit erklärendem Text. Berlin 1851.